# Melchor Ocampo, Tabasco
Melchor Ocampo är en ort i Mexiko.   Den ligger i kommunen Cárdenas och delstaten Tabasco, i den sydöstra delen av landet, 600 km öster om huvudstaden Mexico City. Melchor Ocampo ligger 30 meter över havet och antalet invånare är 3 821.
Terrängen runt Melchor Ocampo är mycket platt. Runt Melchor Ocampo är det ganska tätbefolkat, med 83 invånare per kvadratkilometer. Närmaste större samhälle är Cárdenas, 4,2 km söder om Melchor Ocampo. Trakten runt Melchor Ocampo består till största delen av jordbruksmark.